# Ken Jones (Fußballspieler, Januar 1936)
Kenneth „Ken“ Jones (* 2. Januar 1936 in Aberdare; † 18. Januar 2013) war ein walisischer Fußballtorhüter und Sportjournalist. Er nahm als einsatzloser Ersatzmann für Jack Kelsey mit Wales an der Fußball-Weltmeisterschaft 1958 teil.
Jones spielte für Cardiff City, Scunthorpe United, Charlton Athletic, Exeter City und Yeovil Town.
Wegen einer schweren Beinverletzung beendete Jones seine aktive Laufbahn und wurde 1958 Sportjournalist, zuerst beim Daily Mirror und dem Sunday Mirror, später beim Independent. Er schrieb zahlreiche Bücher über Fußball und Boxen.
Jones stammte aus einer Fußballerfamilie: sein Vater Emlyn und dessen vier Brüder Shoni, Ivor, Bryn und Bert, sowie seine Cousins Cliff und Brin Jones waren alle ebenfalls Fußballprofis, Cliff gehört mit Ken zum Kader Wales für die Weltmeisterschaft 1958.

## Schriften
- The FA cup final 1970. Chelsea v Leeds Utd. Hamlyn, London 1970.
- World cup soccer finals. Mexico ’70. Hamlyn, London 1970.
- mit Ray Marschall: Focus on soccer: a player’s guide. Paul, London 1978, ISBN 0-09-133861-1.
- Ken Jones: How to play soccer. Hamlyn, London 1979, ISBN 1-85051-408-9.
- mit Pat Welton: The professionals’ book of skills & tactics. Marshall Cavendish, London 1979, ISBN 0-85685-515-4.
- mit Bobby Charlton: Bobby Charlton’s most memorable matches. Paul, London 1984, ISBN 0-09-153580-8.
- mit Chris Smith: Boxing. The champions. Crowood, Swindon 1990, ISBN 1-85223-588-8.
- Jules Rimet still gleaming? England at the World Cup. Virgin, London 2003, ISBN 1-85227-087-X.